# Tarik Tissoudali
Tarik Tissoudali (* 2. April 1993 in Amsterdam, Niederlande) ist ein marokkanisch-niederländischer Fußballspieler.

## Karriere

### Klub
Tissoudali spielte in der Jugend in der U19 des SV Argon und wechselte von dort zur Saison 2011/12 in die erste Mannschaft. Hiervon ging es danach zur Spielzeit 2012/13 weiter zu Sparta Nijkerk. Anschließend ging es zur Runde 2014/15 weiter zu Telstar 1963. Nach zwei weiteren Spielzeiten hier verließ er erstmals sein Geburtsland und schloss sich in Frankreich Le Havre an. Diese verliehen ihn im Januar 2017 bis zum Saisonende aber bereits wieder zurück in die Niederlande, zum SC Cambuur. Zur nächsten Saison ging es dann per Leihe weiter zum VVV-Venlo. Nach dem Ende der ersten Saisonhälfte wechselte er seinen Leihklub zu De Graafschap.
Ohne lange Zugehörigkeit zur Mannschaft verließ Tissoudali zum Saisonstart 2018/19 den Klub und schloss sich in Belgien dem Zweitligisten K Beerschot VA an. Zur Saison 2020/21 stieg Beerschot in die Division 1A auf.
Anfang Februar 2021 wechselte Tissoudali zum Erstdivisionär KAA Gent und unterschrieb dort einen Vertrag mit einer Laufzeit bis zum Ende der Saison 2022/23. In der Saison 2020/21 bestritt er 14 von 15 möglichen Ligaspielen für Gent, in denen fünf Tore schoss, sowie drei Pokalspiele mit einem Tor. In der nächsten Saison waren es 34 von 40 möglichen Ligaspielen mit 21 Toren, mit denen er auf Platz 3 der Torschützenliste kam. Hinzu kamen 13 Spiele im Europapokal mit vier Toren sowie fünf Spiele im nationalen Pokal mit zwei Toren, die mit dem Gewinn des belgischen Pokal endeten.
Für seine Leistungen in der Saison 2021/22 wurde Tissoudali mit dem Ebbenhouten Schoen (Ebenholz-Schuh) und durch Pro League als Profi-Fußballer der Saison ausgezeichnet.
In der Saison 2022/23 erlitt er Ende Juli 2022 am 2. Spieltag beim Spiel gegen den VV St. Truiden einen Kreuzbandriss im rechten Knie. Zunächst wurde ein Ausfall von sechs Monaten erwartet. Tatsächlich bestritt er sein nächstes Spiel am 1. April 2023 gegen den RFC Seraing. Dadurch kam er in der Saison 2022/23 nur auf 12 von 40 möglichen Ligaspielen, in denen er zwei Tore schoss, zwei Spiele in der Conference League und das verlorene Spiel um den Supercup.
Anfang Dezember 2022 wurde sein Vertrag bis Sommer 2026 verlängert. In der Saison 2023/24 waren es 36 von 41 möglichen Ligaspielen, in denen er 15 Tore schoss, zwei Pokalspielen mit einem Tor und 14 Spielen im Europapokal mit fünf Toren.
Im August 2024 wechselte Tissoudali zum griechischen Meister PAOK Thessaloniki, der sich für die Europa League qualifiziert hat.

### Nationalmannschaft
Seinen ersten bekannten Einsatz für die marokkanische A-Nationalmannschaft hatte Tissoudali am 10. Januar 2022 bei einem 1:0-Sieg über Ghana während der Gruppenphase beim Afrika-Cup 2022. Hier wurde er in der 78. Minute für Imrân Louza eingewechselt. Er kam danach auch in jeder weiteren Partie der Mannschaft bei diesem Turnier zum Einsatz. Danach nahm er auch an weiteren Qualifikations- und Freundschaftsspielen teil. Infolge seiner Verletzung konnte er nicht an der Weltmeisterschaft 2022 in Katar teilnehmen.
Beim Afrika-Cup 2024 gehörte Tissoudali dem marokkanischen Kader an und wurde im dritten Gruppenspiel eingesetzt.

## Erfolge
- Belgischer Pokalsieger: 2021/22

## Auszeichnungen
- Ebbenhouten Schoen (bester afrikanischer Spieler bzw. Spieler afrikanischer Herkunft in der Division 1A): 2022[7]
- Profi-Fußballer der Saison 2021/22 (durch Pro League)